# Sanming
Sanming (三明S, SānmíngP) è una città con status di prefettura della provincia di Fujian, in Cina.

## Storia
Nel 1940 fu istituita la Contea di Sanyuan; nel 1956 le contee di Mingxi e Sanyuan vennero unite per formare la Contea di Sanming, che nel 1960 fu trasformata in città.

## Geografia antropica

### Suddivisioni amministrative
La prefettura di Sanming è a sua volta divisa in 2 distretti, 1 città e 8 contee.
- Distretto di Sanyuan (三元区)
- Distretto di Sha (沙县区)
- Città di Yong'an (永安市)
- Contea di Mingxi (明溪县)
- Contea di Qingliu (清流县)
- Contea di Ninghua (宁化县)
- Contea di Datian (大田县)
- Contea di Youxi (尤溪县)
- Contea di Jiangle (将乐县)
- Contea di Taining (泰宁县)
- Contea di Jianning (建宁县)